# (134346) Pinatubo
(134346) Pinatubo est un astéroïde de la ceinture principale.

## Description
(134346) Pinatubo est un astéroïde de la ceinture principale. Il fut découvert le 2 août 1991 à La Silla par Eric Walter Elst. Il présente une orbite caractérisée par un demi-grand axe de 2,38 UA, une excentricité de 0,25 et une inclinaison de 3,7° par rapport à l'écliptique.

## Étymologie
Cet astéroïde est nommé en référence au volcan Pinatubo.